# Erasanthe henrici
Erasanthe henrici (Schltr.) P.J.Cribb, Hermans & D.L.Roberts, 2007 è un'orchidea della sottotribù Angraecinae (sottofamiglia Epidendroideae, tribù Vandeae), endemica del Madagascar. È l'unica specie del genere Erasanthe.

## Descrizione

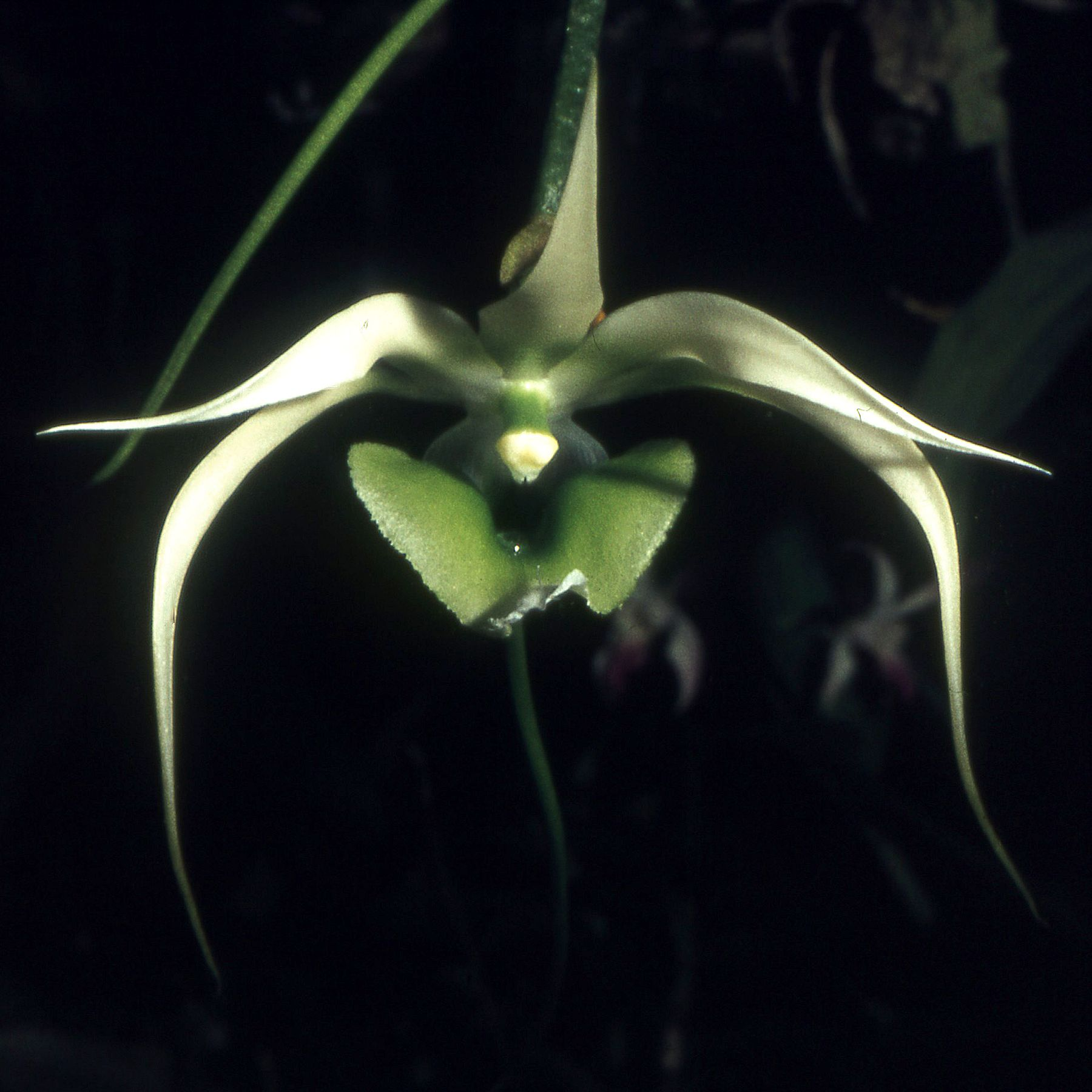
Fiore

È una specie epifita con robuste radici ed un fusto relativamente corto.

Le foglie, da 4 a 6, sono oblanceolate, coriacee, con margine ondulato.

I fiori, molto appariscenti, sono riuniti, in numero da 3 a 7, in una infiorescenza pendente, e sono di colore dal bianco al verde pallido, con sepali e petali lanceolati, acuminati, lunghi 9–11 cm. Il labello è lacerato sui margini e dotato di un sottile sperone, lungo sino a 16 cm. Fiorisce da marzo ad aprile.

La sottospecie isaloensis si caratterizza per la presenza di brattee fiorali triangolari e per le minori dimensioni dei fiori.

## Tassonomia
Questa entità fu descritta nel 1925 dal botanico tedesco Rudolf Schlechter (1872–1925) come Aeranthes henrici, in omaggio al francese Henry Alfred Perrier de la Bâthie (1873–1958), esimio studioso della flora del Madagascar.
Di recente, sulla base delle differenze morfologiche rispetto alle altre specie del genere Aeranthes, suffragate dalle risultanze di analisi molecolari, la specie è stata spostata in un genere a sé stante, Erasanthe, il cui nome è un anagramma di Aeranthes.
Sono note due sottospecie:
- Erasanthe henrici subsp. henrici
- Erasanthe henrici subsp. isaloensis

## Distribuzione e habitat
La sottospecie nominale E. h. henrici è diffusa nel Madagascar centro-settentrionale, da Antananarivo sino al massiccio dello Tsaratanana, mentre la sottospecie E. h. isaloensis è ristretta alle gole dell'Isalo.
L'habitat tipico della sottospecie nominale è la foresta pluviale, da 800 a 1000 m di altitudine, mentre la isaloensis cresce sugli alberi che costeggiano i corsi d'acqua, a quote comprese tra i 250 e i 750 m.